# Lockheed Ventura
A Ventura kétmotoros, többcélú közepes bombázó repülőgép, melyet a Lockheed fejlesztett ki és gyártott a második világháború idején, az Amerikai Egyesült Államok légierői, valamint a Brit Nemzetközösség légierői részére. Alkalmazták bombázó, éjszakai vadász, tengeralattjáró-elhárító és partvédelmi feladatokra is.
A Lockheed Model 18 Lodestar polgári repülőgéptípusból lett továbbfejlesztve, a Brit Királyi Légierőnél a Lockheed Hudsont váltották le vele. Két Pratt & Whitney R–2800 csillagmotor hajtotta, mely korának egyik legnagyobb teljesítményű csillagmotorja volt. Ebből fakadóan a repülőgép agilis és gyors volt.
Az amerikai haditengerészet azután alkalmazta, miután a hadsereg légierői monopol helyzetbe kerültek a szárazföldi bombázók üzemeltetése terén. A tengerész változatok, a PV–1 Ventura és PV–2 Harpoon a háború végére megbízható típusváltozatokká váltak, azonban a konfliktusok befejezését követően az amerikai állományból kivonták. Számos csendes-óceáni és dél-amerikai ország vette át a gépeket és tartotta évtizedekig hadrendben.
A típus változatai a polgári légi közlekedésben is kedveltté váltak, gyors és exkluzív járatokon üzemeltették őket, személy és teherszállításra, illetve vállalatok magánrepülőgépeivé váltak.

## Fordítás
- Ez a szócikk részben vagy egészben  a   Lockheed Ventura című angol Wikipédia-szócikk ezen változatának fordításán alapul.  Az eredeti cikk szerkesztőit annak laptörténete sorolja fel. Ez a jelzés csupán a megfogalmazás eredetét és a szerzői jogokat jelzi, nem szolgál a cikkben szereplő információk forrásmegjelöléseként.